# شبكة الطرق الأوروبية الدولية
شبكة الطرق الأوروبية الدولية international E-road network هي شبكة طرق تحمل نظام ترقيم موحد للطرق في أوروبا، طورته لجنة الأمم المتحدة الاقتصادية لأوروبا «اليونيسي» UNECE.
وترقم الطرق بدءا من E1 فما فوق، وتعبر تلك الطرق الحدود الدولية. وتصل إلى دول في وسط آسيا مثل قيرجيزستان، بعد أن انضموا لعضوية اليونيسي.
وتصنف الطرق في أوروبا إلى ثلاثة طرق: طرق سيارات وطرق سريعة وطرق عادية.
في معظم الدول يوضع على الطريق الأوروبي لافتة أوروبية بجانب اللافتة الوطنية. ففي بلجيكا والنرويج والسويد تحمل الطرق فقط لافتات أوروبية. أما في المملكة المتحدة فلا تحمل الطرق أي لافتات أوروبية. وفي الدنمارك تستعمل اللافتات الأوروبية فقط على جانب الطريق، لكن تحمل أسماء رسمية لكل طريق سيارات، والتي يشار إليها في نشرات الأخبار والطقس.
الدول الأخرى لها شبكات طرق مشابهة، مثل شبكة الطرق السريعة العابرة لأمريكا في القارتين الأمريكيتين، وشبكة الطرق السريعة العابرة لأفريقيا، وشبكة الطرق السريعة الآسيوية.

## مقالات ذات صلة
- النقل في أوروبا